# Труженка (Запорожская область)
Труженка (укр. Труженка) — село,
Шевченковский сельский совет,
Бильмакский район,
Запорожская область,
Украина.
Код КОАТУУ — 2322788004. Население по переписи 2001 года составляло 195 человек.

## Географическое положение
Село Труженка находится у истоков реки Темрюк,
в 3-х км от села Шевченковское и в 4-х км от села Кузнецовка (Розовский район).
Рядом проходит железная дорога, станция Платформа 357 км в 1,5 км.

## Экономика
- Свинотоварная ферма.